# Tornatellinops jacksonensis
Tornatellinops jacksonensis är en snäckart som först beskrevs av Cox 1864.  Tornatellinops jacksonensis ingår i släktet Tornatellinops och familjen Achatinellidae. Inga underarter finns listade i Catalogue of Life.